# Petre Mihai Bănărescu
Petre Mihai Bănărescu (15 de septiembre de 1921, Craiova, Condado de Dolj - 12 de mayo de 2009, Bucarest) fue un ictiólogo rumano, miembro de la Academia Rumana.
Bănărescu publicó alrededor de 300 artículos en revistas académicas. En 1975 fue elegido miembro honorario de Sociedad americana de ictiólogos y herpetólogos y miembro honorario de la Sociedad Europea de Ictiólogos en 1988.